# 圣皮埃尔-勒沙斯泰勒
圣皮埃尔-勒沙斯泰勒（法語：Saint-Pierre-le-Chastel，法語發音：[sɛ̃ pjɛʁ lə ʃastɛl]）是法国多姆山省的一个市镇，属于里永区。该市镇总面积17.45平方公里，2009年时的人口为373人。

## 人口
圣皮埃尔-勒沙斯泰勒人口变化图示